# Marek Rodák
Marek Rodák (* 13. prosince 1996, Košice) je slovenský profesionální fotbalový brankář, který chytá za anglický klub Fulham FC a za slovenský národní tým.
Jeho otcem je bývalý ligový fotbalista Marek Rodák st., který chytal např. za Bardejov, Lokomotívu Košice a 1. FC Košice.

## Klubová kariéra
Odchovanec MFK Košice Marek Rodák v září 2012 odcestoval do Anglie na 10denní testy do klubu Fulham FC, kam následně v lednu 2013 odešel na půlroční hostování. V červenci 2013 do Fulhamu přestoupil a jako šestnáctiletý byl zařazen do mládežnického týmu U18. S ním získal ligový titul. V sezóně 2014/15 se poprvé objvil na lavičce náhradníků A-mužstva. V lednu 2015 odešel na dvouměsíční hostování do Farnborough FC. Poté hostoval i ve Welling United FC.
Dne 25. listopadu 2015 podepsal s Fulhamem prodloužení smlouvy (do června 2018). V lednu 2017 odešel na hostování do týmu Accrington Stanley FC hrajícího EFL League Two (anglickou 4. ligu).

## Reprezentační kariéra
Nastupoval za slovenské reprezentační výběry U16, U17, U19. Později se stal členem slovenské reprezentace do 21 let.
Trenér Pavel Hapal jej zařadil v červnu 2017 do 23členné nominace na Mistrovství Evropy hráčů do 21 let 2017 v Polsku. Na šampionátu byl náhradním brankářem.